# Julio Ulises Martín
Jules Ulysses Martin (Cantón de Vaud, 31 de julio de 1862 - Rosario, 25 de mayo de 1934) ―también conocido como Julio Ulises Martin― fue un empresario, industrial, innovador tecnológico y pionero suizo que vivió en Argentina. Fundó la Ciudad de Villa Ángela (provincia del Chaco) y la localidad de Puerto Mineral (provincia de Misiones).

## Biografía

### Buenos Aires
En 1885, a los 23 años de edad, se embarcó en un vapor de bandera francesa que hacía su viaje inaugural desde el puerto de El Havre al Río de la Plata.
Desembarcó en Buenos Aires durante la primera presidencia de Julio Argentino Roca. Consiguió trabajo en una relojería de calle Florida.
Viajó a Mendoza para averiguar si era posible instalarse en la industria vitivinícola, pero pronto regresó a Buenos Aires. En pocos años llegó a ser gerente de la relojería.

### Paraguay
Finalmente decidió mudarse a Paraguay, por lo que viajó en un barco por el río Paraná hasta la ciudad de Asunción, donde instaló un negocio de relojería y joyería.
El 3 de junio de 1894 formó legalmente la firma Martin y Compañía, una sociedad comercial con su compatriota Justin Berthet. Adquirieron el único molino harinero existente en esa ciudad: el Molino Nacional del Paraguay, que abastecía de harina a todo el país y la exportaba a la provincia brasileña de Mato Grosso.
En cuatro años adquirieron inmensas extensiones de tierra en Paraguay y en el noreste argentino para dedicarlas al cultivo de la yerba mate (producto que hasta entonces se importaba desde Paraguay y Brasil).
En 1898, Julio Martin fijó la sede comercial de su empresa en la pequeña ciudad de Rosario, en una oficina ubicada en la calle Sarmiento entre calles Tucumán y Urquiza. Rosario era el más grande puerto argentino que, entre otras cosas, era la salida de la producción harinera del litoral y la empresa Martin precisamente pertenecía a esa rama industrial.

### Familia
En la ciudad de Buenos Aires conoció a Ángela Enriqueta Joostens (Buenos Aires, 29 de enero de 1872 - San Ignacio, 1940), que era hija de dos inmigrantes belgas, Enrique Joostens y Emilia Bieckert.
Se casaron en Buenos Aires el 3 de mayo de 1898.
Tras casarse, Julio y Ángela se mudaron a Rosario, donde Julio Martin se dedicó a la empresa yerbatera que había instalado en Rosario y en Misiones. Ángela se hizo cargo de los quehaceres hogareños y del cuidado de sus cuatro hijos. Sus nombres y fechas de nacimiento constan en la libreta de familia otorgada por el Registro Civil de Rosario el 28 de marzo de 1899:
- Marcelo Enrique (n. 26 de marzo de 1899),
- Carlos Edgard (n. 11 de octubre de 1900),
- Georgette Ángela (n. 11 de junio de 1902), y
- Alberto Julio (n. 13 de julio de 1907).

### Empresa yerbatera
Alertado Roca por su ministro de Agricultura de que Julio Martin se preparaba para iniciar la producción a gran escala de yerba en territorio paraguayo, le pidió personalmente en la Casa Rosada que lo hiciera en Argentina, en las colonias de Misiones, argumentando de que se trataba de un producto de consumo popular, destinándose anualmente grandes sumas para su importación.
En 1902, mientras Roca era recibido triunfalmente en Rosario al momento de colocar la piedra basal del nuevo puerto de Rosario (inaugurado formalmente a fines de 1905), la empresa Martin y Cía. producía el primer lote de yerba mate obtenido de sus cultivos en San Ignacio (provincia de Misiones).
De la mano de esta obra de infraestructura, nuevas inversiones arribaron a la ciudad, situación que se potenciaba aún más con la presencia de notables dirigentes santafesinos en lugares claves del gabinete nacional: Tomás R. Cullen, Estanislao Zeballos, Lorenzo Anadón, Gabriel Carrasco y Nicasio Oroño, entre otros.
En 1903 comenzó la explotación a gran escala de la yerba mate.
Si bien las plantaciones estaban en Misiones, Julio Martin radicó los molinos en Rosario.

Tuve y tengo una completa fe de que Misiones desalojará el consumo de yerba mate extranjera y por eso pensé que Rosario sería el punto adecuado, por estar en el centro de la República con redes ferroviarias y fluviales en todas las direcciones, lo cual me permitiría dar en todo el país un precio uniforme a mi producción. Después de haberlo experimentado, puedo asegurar que estoy satisfecho de mi acierto.

En esos años la provincia de Santa Fe estaba gobernada por el empresario molinero J. Bernardo Iturraspe ―quien había sido nombrado a dedo por el presidente Julio Argentino Roca―. Iturraspe había impuesto como jefe político de Rosario a su sobrino, Luis Lamas (entre el 21 de febrero de 1898 y el 19 de febrero de 1904).
En lo ideológico, Iturraspe y Lamas pertenecían a una familia de arraigada tradición liberal que suscribía a la visión histórica creada por el expresidente Bartolomé Mitre. De allí que el mismo año que Martin abría sus oficinas en Rosario, dicha elite mitrista impulsaba la construcción de un Monumento Nacional a la Bandera, e instaló la piedra basal del mismo.
La ciudad de Rosario era área de influencia de capitales franceses, en dos de sus principales herramientas de progreso: el puerto (concesionado a George Hersent) y el ferrocarril (que la unía con el norte santafesino). Además la colectividad francesa local disponía de notoria ascendencia social en gustos y costumbres de la elite.
Los yerbateros de la empresa en San Ignacio fueron explotados intensamente ―generando una nueva literatura realista en Argentina, como la de Horacio Quiroga, que exploraba en los sufrimientos de los trabajadores―. Gran parte de sus cosechas se almacenaron en los depósitos construidos en Rosario, desde donde se comercializó.
En la segunda y tercera década del siglo XX, Martin y Cía ya era una marca líder en el mercado nacional, siendo la primera en plantar, producir, industrializar y expandir yerba mate cultivada en el país.
El dirigente fundador del Partido Demócrata Progresista, Lisandro de la Torre, vecino y amigo de Julio Martin, desde el Congreso de la Nación apoyó el pedido de los yerbateros misioneros solicitando mayor apoyo a esta industria.
En 1924, De la Torre presentó a Martin en el recinto como el «El primer plantador de yerba mate de cultivo», y lo invitó para que explicara ante los legisladores la actividad realizada en aquel territorio nacional.
Puntualmente se pedía al entonces presidente Marcelo T. de Alvear que diera marcha atrás con su iniciativa de reducir los derechos arancelarios a la yerba mate brasileña.

Esa fue una de las tantas batallas entre las tendencias proteccionistas y librecambistas de la historia argentina y que desalentaron el desarrollo de industrias regionales.

En 1929 se inauguró el edificio de la Yerbatera Martin, en las afueras de la ciudad.
Los yerbateros argentinos no pudieron doblegar la tenaz y persistente presión de sus pares brasileños, que lograban sobornar a presidentes y legisladores.
En 1930 lograron que el presidente de facto José Félix Uriburu ―quien inauguró la «Década infame»― derogara las medidas proteccionistas obtenidas durante la presidencia radical de Hipólito Yrigoyen.
Pasaron cinco años para que se aprobara el funcionamiento de la Comisión Reguladora de producción y Comercio de la Yerba Marte (CRYM), una entidad autárquica para la defensa de esa industria.
Julio Martin en esta prédica proteccionista contó con el decidido apoyo de Ernesto M. J. Daumas, que en 1915 se había sumado a la empresa, compartiendo la responsabilidad de su dirección por más de cincuenta años.

### Villa Ángela
En 1906 adquirió con otro suizo, Carlos Grüneisen, una inmensa estancia en el interior de la provincia de Chaco, donde luego se formarían varias localidades: Villa Ángela, Enrique Urién y Pueblo Díaz.
En 1908, a causa de una sequía, la mayor parte de sus asalariados, que ―como era usual en esa época en Argentina― trabajaban con un régimen de trabajo esclavo, trasladaron su rancherío desde el primer emplazamiento en Enrique Urién hacia el oeste, a unos 25 km.
En 1910, Martin y Grüneisen fundaron la estancia La Suiza, a pocos kilómetros de donde se habían radicado sus peones dos años antes.
En 1914, Julio Martin le puso al pueblo recién formado el nombre de Villa Ángela, en homenaje a su esposa, Ángela Joostens.

### Fallecimiento

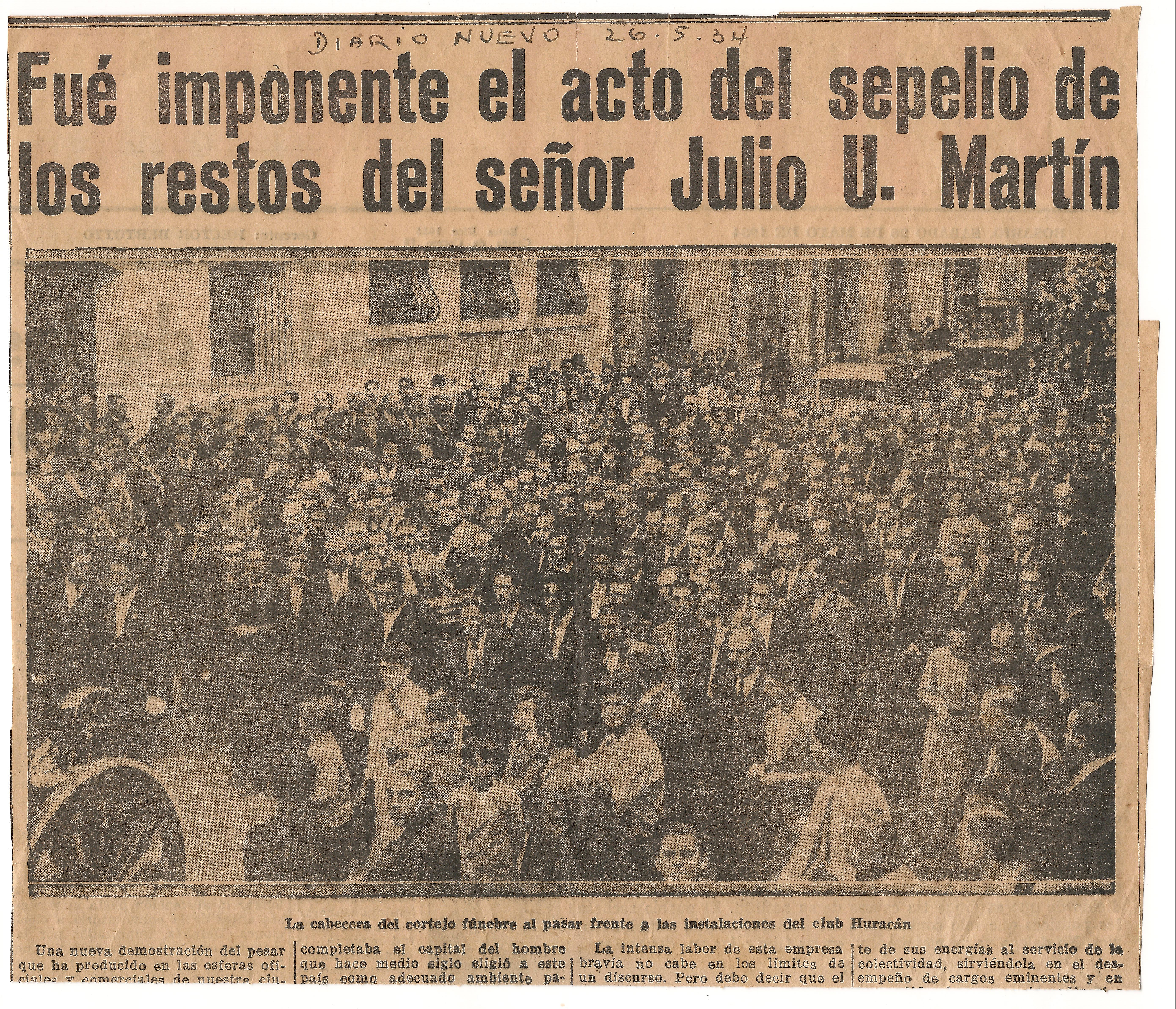
Fallecimiento de Julio Ulises Martin. Artículo del sábado 26 de mayo de 1934 publicado en el Diario Nuevo de la ciudad de Rosario.

El 29 de enero de 1933, su hijo Marcelo Enrique dejó su automóvil voiturette en el garaje El Volante, ubicado en la calle Tucumán 1849, entre Dorrego e Italia (en la ciudad de Rosario). Mientras caminaba hacia su casa en Urquiza 1484, se le acercaron dos hombres que lo aferraron por la espalda y le pusieron un pañuelo en la boca.
Lo empujaron dentro de un taxi marca Hudson, color verde aceituna y lo encapucharon. La familia recibió una carta en la que se exigía un rescate de 150 000 pesos por su secuestro.
El 31 de enero, a las 4:30 de la madrugada, su hermano Alberto pagó el rescate en el Cruce Alberdi y Marcelo Martin fue liberado. El secuestro no había sido denunciado, pero el hecho trascendió a la prensa. La pesquicia policial tuvo avances a mediados de febrero cuando la División de Investigaciones convocó a todos los conductores de taxis Hudson de Rosario, so pretexto de investigar atentados en el camino a Santa Fe. Sólo un chofer faltó a la cita: Gerlando Vinciguerra, de 26 años. El chofer había viajado a Salta para ser testigo de boda de su amigo Carlos Cacciatore, vinculado al legendario capo mafioso, Juan Galiffi. El juez Luciano Corvlán, a cargo de la causa, ordenó la detención de Vinciguerra, Cacciatore y Santiago Bue (ahijado de Galiffi quien también se encontraba en Salta con motivo de la boda). Se ordenó también la detención del lechero Francisco Gallo, directamente implicado en el secuestro. Al ser interrogado por la policía Gallo hizo una amplia confesión por la cual se supo que Martin había permanecido cautivo en la casa del lechero. Implicó, además al clan Galiffi, señalando a Cacciatore como el conductor del auto utilizado en el secuestro, en el cual iban también Bue, Vinciguerra y el propio Gallo. El lechero afirmó haber entregado 12 mil pesos del rescate a Galiffi. Sin embargo, el capo mafioso había tomado precauciones para desligarse del caso y para el fiscal Emilio Sotelo no había pruebas contra él.
Julio Ulises Martin falleció al año siguiente, el 25 de mayo de 1934, a los 61 años, en su casa de Rosario. Su nieta, Marcela, recuerda que dejó una carta con recomendaciones para sus hijos, quienes se hicieron cargo de la administración de la empresa familiar.
Sus restos fueron enterrados en el cementerio de los disidentes, en Rosario.
En 1939, Ángela Joostens se mudó con uno de sus hijos a la localidad misionera de San Ignacio, donde tenían la yerbatera. Allí, en 1940 sufrió un ataque cardíaco y falleció, a los 68 años.
Sus restos fueron enterrados en el Cementerio de los disidentes, en Rosario, junto con los de su esposo.
En 2010 los restos de ambos fueron trasladados a Villa Ángela.

## Legado

### Maternidad Martin (en Rosario)
Tras la muerte de Julio Martin (en 1934), su viuda, Ángela Joostens, hizo construir ―en la calle Moreno 960― un edificio para un hospital con características similares al Saint Mary Hospital de los Hermanos Mayo de la ciudad de Nueva York (Estados Unidos).
La Maternidad Martin se inauguró el 8 de julio de 1939, y Ángela Joostens vda. de Martin lo donó a la municipalidad de Rosario.

### Barrio Martin (en Rosario)
El barrio Martin se encuentra en el microcentro de la ciudad de Rosario (provincia de Santa Fe).

El barrio no existía, era nada más que el molino y la construcción de enfrente, que era un depósito; todo lo demás era barranca. Incluso había unos terrenos de la compañía que eran una cancha de fútbol. Y hacia el río estaban las vías del Ferrocarril del Oeste Santafesino (que había creado Carlos Casado del Alisal), pero yo a ese tren lo vi funcionar solo una vez.
En una de las esquinas de Ayacucho y Mendoza había varios conventillos, a los que les decían «primer y segundo piso», y donde vivían muchos de los obreros que trabajaban enfrente en el molino. Pero esta gente que habitó los conventillos fue a partir del momento en que se instaló la yerbatera, por un problema de costos, el tranvía salía unos 5 centavos antes de la seis de la mañana, entonces, así se ahorraban ese gasto.
Yo fui pagador y recuerdo que había unos 600 obreros, desde el año 1936 en adelante. Cerca de 250 mujeres trabajaban en el establecimiento. Todos vivían por ahí y formaban una comunidad de gente de trabajo. Tomó el nombre de barrio Martin por el predio donde estaba el molino y no porque esas tierras extensas fueran todas propiedad de Martin y Compañía. Esos terrenos aledaños a la fábrica, de golpe alcanzaron un precio mayúsculo y la Municipalidad decidió lotearlos.
Aldalberto José Clérici, trabajador en Martin y Compañía

Debe su nombre a los antiguos depósitos de la yerbatera Martin, que históricamente se situaba apenas al sur del centro rosarino, recostado sobre la barranca del río Paraná. La Yerbatera Martin y Cía. fue obra del inmigrante suizo Julio Ulises Martin junto a otro suizo llamado Justin Berthet. La primera plantación estuvo en San Ignacio (Misiones) donde prosperaron una gran extensión de yerbatales e instalaron el primer molino yerbatero.
En los años 1920, Martin construyó la yerbatera sobre la barranca del río Paraná (en la actual Avenida Libertad). Esta yerbatera funcionó de manera ininterrumpida hasta 1980, año en que la yerbatera se trasladó nuevamente a la provincia de Misiones.

En el loteo del año 1950 no fue partícipe la compañía de mi padre. El loteo de los terrenos de la empresa fue después, probablemente haya sido a mediados de la década del sesenta. Esa venta fue posterior a la construcción de aquellas primeras casitas.
Marcelo Martin, hijo de Julio Martin

El final de la historia de la empresa es muy reciente: fue demolida durante la dictadura cívico-militar (1976-1983). Una crónica del diario La Razón (de Buenos Aires) titulaba: «El 30 de octubre de 1981 la piqueta arrasó en Rosario un imponente y señorial edificio».
A principios de 1960 se planificó la urbanización de la zona. Con el transcurso de los años la zona urbanizada se valorizó, convirtiéndose en los terrenos más caros de la ciudad. Avanzando los años setenta, el barrio Martin se volvió irreconocible al convertirse en el más «alto» de la ciudad debido a la gran cantidad de edificios de propiedad horizontal construidos. Desde 2005, la calidad y altura de estos edificios están siendo igualadas por las construcciones cercanas al Parque España.
Es importante destacar la presencia del parque Urquiza, uno de los más bonitos de la ciudad. Dentro de este parque se encuentra una antigua estación de trenes, hoy reciclada.
El barrio Martin tiene una vista privilegiada, balconeando al río Paraná y es considerado uno de los barrios más elegantes de Rosario, junto con el de Fisherton y Alberdi, entre otros.

### El Che Guevara

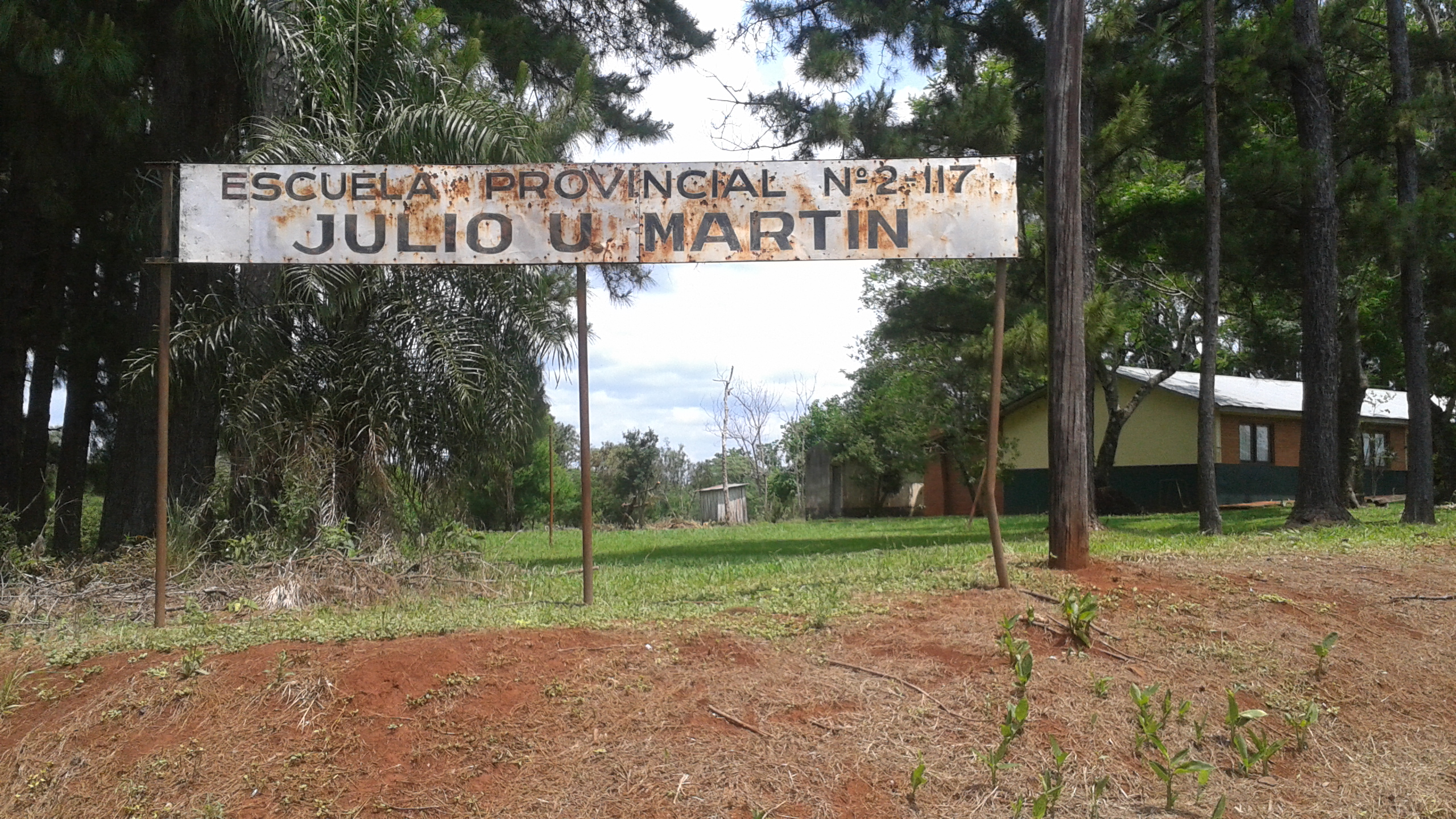
Escuela Provincial Nº 2-117 "Julio U. Martín" ubicada en Puerto Mineral.

La historia de Julio Ulises Martin aparece ligada al nacimiento del Che Guevara por un hecho azaroso. La madre del líder revolucionario, Celia de la Serna, había recibido como herencia de sus padres unos terrenos en San Ignacio (en la provincia de Misiones), donde instaló una yerbatera con su esposo. Cuando quedó embarazada, la madre del Che tuvo la intención de que su bebé naciera en Buenos Aires, pero a pedido de su marido estuvieron 15 días en Rosario para obtener el asesoramiento de Julio Martin en el negocio de la yerba. Fue así como los Guevara se hospedaron en el edificio de la antigua Compañía La Rosario (en la esquina de las calles Entre Ríos y Urquiza), y allí nació Ernesto, uno de los rosarinos más conocidos del planeta.

### Colonia Julio U. Martin en Campo Viera (Misiones)
En la Capital Nacional del Té, Campo Viera, localidad y municipio argentino de la provincia de Misiones, ubicada dentro del departamento Oberá, existe la Colonia Julio U. Martin con el nombre del pionero yerbatero. 

### Escuela Provincial n.º 2-117, en Puerto Mineral (Misiones)
La Escuela Provincial N.º 2-117 "Julio U. Martin" ubicada en Puerto Mineral (provincia de Misiones), lleva su nombre en homenaje como fundador de la localidad.

### Calle en Rosario
En honor a Julio Martin, en Rosario existe un pasaje Martin (sin tilde), que corre de norte a sur a la altura de la calle Tucumán al 3200.